# ダニエル・シルヴァ
ダニエル・シルヴァ (Daniel Silva、1960年 - ) は、アメリカ合衆国のスパイ小説作家。ミシガン州で生まれ、カリフォルニア州で育った。現在はワシントンD.C.在住。カトリックの家庭で育ったが、後にユダヤ教に改宗した。

## 来歴
執筆活動の始まりは1984年、現在も勤めるUPI通信社のジャーナリストとして、民主党全国大会を取材した時だった。1年後にワシントンD.C.の本社へ異動。更に2年後、中東の特派員に任じられ、エジプトのカイロへ転じた。
CNNのワシントン本部の仕事を得て帰国。同局では、討論番組の"Crossfire" や"Capitol Gang" などのプロデューサーやエグゼグティブ・プロデューサーを務めた。
1994年、処女作『マルベリー作戦』の執筆を開始。1996年に刊行され、『ニューヨーク・タイムズ』のベストセラーとなった。翌1997年、専業作家になるためにCNNを退社。
これまでに16作のスパイ小説を上梓し、主なシリーズに、イスラエル人美術修復師で暗殺者のガブリエル・アロンが主人公のものがある。2001年の発表からシリーズは全て『ニューヨーク・タイムズ』のベストセラーとなり、"Moscow Rules" （2008年）、"The Defector" （2009年）、"Portrait of a Spy" （2011年）はベストセラーリストのトップに躍り出た。イスラム系のテロリストとの戦いを描いたものや、ロシアとの戦いを描いたもの、第二次世界大戦やホロコーストなど歴史的な出来事について描いた作品などがある。
2007年、ユニバーサル・ピクチャーズがガブリエル・アロン・シリーズのうち、2005年に発表した"The Messenger" の権利を買った。2011年、ジェフ・ザッカーがプロデューサーを務めると発表されたが、2014年7月現在までに制作の続報はない。
妻ジェイミー・ガンジェルはNBCのニュース番組「トゥデイ」の国内特派員で、シルバが中東の特派員だった時にガンジェルも同じく中東の特派員だった縁で親しくなった。ニコラスとリリーという2人の子供がおり、著作のリサーチ旅行に子供たちを連れて行くことも度々ある。

## 作品リスト
| #                                      | 邦題                     | 原題                         | 刊行年 | 刊行年月   | 訳者       | 出版社                                       |
| -------------------------------------- | ------------------------ | ---------------------------- | ------ | ---------- | ---------- | -------------------------------------------- |
|                                        | マルベリー作戦           | The Unlikely Spy             | 1996年 | 1998年1月  | 田中昌太郎 | 早川書房                                     |
| CIA工作員マイケル・オズボーン シリーズ |                          |                              |        |            |            |                                              |
| 1                                      | 暗殺者の烙印             | The Mark of the Assassin     | 1998年 | 2002年5月  | 二宮磬     | 文藝春秋                                     |
| 2                                      | 顔のないテロリスト       | The Marching Season          | 1999年 | 2005年10月 | 二宮磬     | 文藝春秋                                     |
| 美術修復師ガブリエル・アロン シリーズ  |                          |                              |        |            |            |                                              |
| 1                                      | 報復という名の芸術       | The Kill Artist              | 2000年 | 2005年8月  | 山本光伸   | 論創社                                       |
| 2                                      | イングリッシュ・アサシン | The English Assassin         | 2002年 | 2006年1月  | 山本光伸   | 論創社                                       |
| 3                                      | 告解                     | The Confessor                | 2003年 | 2006年6月  | 山本光伸   | 論創社                                       |
| 4                                      | さらば死都ウィーン       | A Death in Vienna            | 2004年 | 2005年10月 | 山本光伸   | 論創社                                       |
| 5                                      |                          | Prince of Fire               | 2005年 |            |            |                                              |
| 6                                      |                          | The Messenger                | 2006年 |            |            |                                              |
| 7                                      |                          | The Secret Servant           | 2007年 |            |            |                                              |
| 8                                      |                          | Moscow Rules                 | 2008年 |            |            |                                              |
| 9                                      |                          | The Defector                 | 2009年 |            |            |                                              |
| 10                                     |                          | The Rembrandt Affair         | 2010年 |            |            |                                              |
| 11                                     |                          | Portrait of a Spy            | 2011年 |            |            |                                              |
| 12                                     |                          | The Fallen Angel             | 2012年 |            |            |                                              |
| 13                                     |                          | The English Girl             | 2013年 |            |            |                                              |
| 14                                     | 亡者のゲーム             | The Heist                    | 2014年 | 2015年7月  | 山本やよい | ハーパーコリンズ・ジャパン 〈ハーパーBOOKS〉 |
| 15                                     | 英国のスパイ             | The English Spy              | 2015年 | 2016年7月  | 山本やよい | ハーパーコリンズ・ジャパン 〈ハーパーBOOKS〉 |
| 16                                     | ブラック・ウィドウ       | The Black Widow              | 2016年 | 2017年7月  | 山本やよい | ハーパーコリンズ・ジャパン 〈ハーパーBOOKS〉 |
| 17                                     | 死線のサハラ             | House of Spies               | 2017年 | 2018年7月  | 山本やよい | ハーパーコリンズ・ジャパン 〈ハーパーBOOKS〉 |
| 18                                     | 赤の女                   | The Other Woman              | 2018年 | 2019年5月  | 山本やよい | ハーパーコリンズ・ジャパン 〈ハーパーBOOKS〉 |
| 19                                     | 過去からの密使           | The New Girl                 | 2019年 | 2020年4月  | 山本やよい | ハーパーコリンズ・ジャパン 〈ハーパーBOOKS〉 |
| 20                                     | 教皇のスパイ             | The Order                    | 2020年 | 2021年3月  | 山本やよい | ハーパーコリンズ・ジャパン 〈ハーパーBOOKS〉 |
| 21                                     | 報復のカルテット         | The Cellist                  | 2021年 | 2022年4月  | 山本やよい | ハーパーコリンズ・ジャパン 〈ハーパーBOOKS〉 |
| 22                                     | 謀略のカンバス           | Portrait of an Unknown Woman | 2022年 | 2023年6月  | 山本やよい | ハーパーコリンズ・ジャパン 〈ハーパーBOOKS〉 |
| 23                                     | 償いのフェルメール       | The Collector                | 2023年 | 2024年6月  | 山本やよい | ハーパーコリンズ・ジャパン 〈ハーパーBOOKS〉 |